# Rainer Ernst
Rainer Ernst (Neustrelitz, 31 de diciembre de 1961) es un futbolista alemán retirado. Jugó en las categorías más altas de la República Democrática Alemana (DDR-Oberliga), Alemania (Bundesliga), Suiza (Super Liga Suiza), además de en la Ligue 2 de Francia. Fue diez veces campeón de liga con el Dynamo de Berlín y una vez con el 1. FC Kaiserslautern, además de ganar dos veces la Copa de fútbol de la RDA. Disputó 56 partidos con la Selección de fútbol de Alemania Democrática.

## Carrera futbolística

### Juventud
Es hijo del futbolista Joachim Ernst, que en la década de 1960 jugó en la DDR-Oberliga. Primero se interesó en el atletismo, deporte en el que destacó como mediofondista, lo que le permitió superar las pruebas para ingresar en una Escuela de Deportes para la Infancia y la Juventud. Fue campeón escolar en esquí de fondo en el distrito de Nuevo Brandeburgo. A partir de 1968 empezó a jugar al fútbol en el TSG Neustrelitz, y en 1975, a la edad de catorce años, acabó en el Dynamo de Berlín, donde jugó en todas las categorías inferiores. Con el equipo juvenil consiguió el campeonato de liga en 1978 y 1979. En esa época también formó parte de la selección juvenil, con la que disputó veinticinco partidos internacionales.

### DDR-Oberliga
Debutó en la DDR-Oberliga a la edad de diecisiete años. El 6 de junio de 1979, en la jornada 25, jugó como centrocampista en un partido contra el Chemie Böhlen (ganó el Dynamo de Berlín 3-10) y anotó dos goles. En la jornada 26, última del campeonato, fue suplente y jugó 33 minutos; así formó parte del grupo de jugadores que consiguió la primera liga para el Dynamo. En los siguientes nueve títulos que consiguió el equipo jugó un papel cada vez más destacado. En las siguientes tres temporadas continuó de jugador suplente, hasta la temporada 1983-84: jugó como delantero veintiséis partidos y anotó veinte goles, con los que fue el máximo anotador de su equipo y de la Oberliga. En la siguiente temporada repitió ese logro y anotó veinticuatro goles.
En la temporada 1986-87 volvió a jugar en el centro del campo, ya que llegó otro futbolista que ocupó la delantera, Thomas Doll. En los años 1988 y 1989 consiguió además dos copas de fútbol de la RDA. En su última temporada con el Dynamo de Berlín, la 1989-90, disputó veinticuatro partidos y anotó cinco goles. En once años había disputado 216 partidos de liga y había marcado 91 goles. Además disputó 31 partidos de la Copa de Europa.

### Selección de fútbol de Alemania Democrática

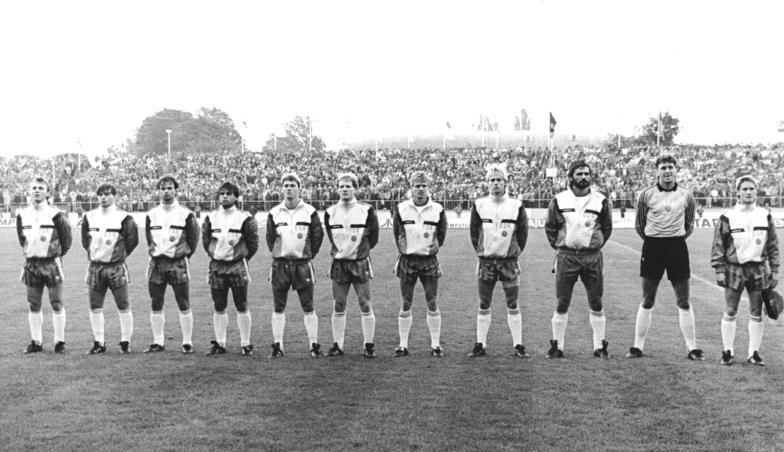
Selección de fútbol de Alemania Democrática en el año 1989. De derecha a izquierda: Roland Kreer, Dirk Heyne, Dirk Stahmann, Rainer Ernst, Matthias Lindner, Matthias Sammer, Matthias Döschner, Ulf Kirsten, Rico Steinmann, Jörg Stübner y Andreas Thom.

A la edad de diecinueve años ya pertenecía a la selección de la RDA, aunque ya había disputado partidos en las categorías inferiores. Debutó en 1981 en un partido de clasificación para el Mundial de Fútbol, en el que se enfrentaban la RDA y Malta, y que terminó con un resultado de 5-1 favorable a los alemanes; empezó de suplente y salió a jugar en el minuto 79. A partir de 1983 acudió con bastante regularidad a las convocatorias de la selección y fueron frecuentes los partidos que jugó completos. Jugó tanto en el centro del campo como en la delantera, y anotó veinte goles en 56 partidos. Su último partido internacional los disputó contra Brasil en Río de Janeiro (3-3), el 13 de mayo de 1990. Disputó veinte partidos clasificatorios para mundiales y eurocopas, pero no consiguió la clasificación para ninguna de esas competiciones. En sus últimos cuatro partidos con la selección fue el capitán del equipo. En total disputó 56 partidos con la absoluta y 23 en categorías inferiores.

### 1. FC Kaiserslautern y ligas extranjeras
Después de Die Wende en 1989, Rainer Ernst difrutó de libertad para viajar y firmó un contrato con el 1. FC Kaiserslautern para la temporada 1989-90, donde anotó un gol en su partido de debut. Esa temporada jugó dieciocho partidos, la mayoría de ellos en el centro del campo, y anotó dos goles. Su equipo ganó la Bundesliga, la undécima que ganó Ernst.
Posteriormente se trasladó para disputar otras ligas extranjeras. En la temporada 1991-92 jugó en la segunda división de Francia con el FC Girondins de Burdeos; disputó veinticuatro partidos, marcó siete goles y ayudó a su equipo en el ascenso a la Division 1. La siguiente temporada jugó en el Association Sportive de Cannes Football, donde solo disputó siete partidos y no anotó. En mitad de la temporada se fue al FC Zürich, donde al final de la temporada 1993-94 marcó dos goles en diecisiete partidos.
Con 33 años regresó a Alemania y jugó entre los años 1994 y 1997 en el FSV Salmrohr. Al finalizar su carrera regresó a Neustrelitz y abrió allí una tienda de deportes.

## Logros
- Diez campeonatos de la DDR-Oberliga con el Dynamo de Berlín
- Una Bundesliga con el 1. FC Kaiserslautern
- Dos copas de fútbol de la RDA con el Dynamo de Berlín
- Una DFV-Supercup
- 56 veces internacional con la Selección de fútbol de Alemania Democrática
- Dos veces máximo goleador de la DDR-Oberliga
- Ascenso a primera división con el FC Girondins de Burdeos